# Florian Zimmer
Florian Zimmer (* 3. Mai 1983 in Ulm) ist ein deutscher Magier und Illusionist.

## Leben
Zimmer ist der einzige deutsche Magier, der die Auszeichnung „Golden Lion Award“ aus den Händen von Siegfried und Roy erhalten hat. Er wurde 2005 Europameister der Magie.
Florian Zimmer trat privat für Michael Jackson in dessen Villa auf. Er entwickelt Spezialeffekte für Janet Jackson. Für die Arenatour Red Bull Flying Figaro Illusion entwickelte Florian Zimmer den gesamten magischen Inhalt.
In Neu-Ulm hat Zimmer ein Zaubertheater erbaut, das am 15. Juni 2022 eröffnet wurde.

## Fernsehshows
- Wunder der Bibel - Die große Magieshow mit Florian Zimmer, RTL II[3]
- TV Total, Pro 7
- Die Besten Magier der Welt, RTL[6]
- Unglaublich 2007, RTL
- Unglaublich 2008, RTL
- the Dome, RTL 2
- Frühlingsfeste der Volksmusik, ARD[7]
- Herbstfest der Volksmusik, ARD
- Le Plus Grand Cabaret du Monde, France 2[8]

## Publicity Stunts

### Smash it! leben oder sterben
Am 15. September 2007 ließ sich Florian Zimmer auf dem Münsterplatz in Ulm in eine Zwangsjacke und Ketten fesseln. Er wurde in eine Holzkiste gesperrt, die angezündet wurde und über der zusätzlich ein Monstertruck schwebte. Florian Zimmer konnte sich aus seinem Gefängnis innerhalb einer Minute befreien.

### Lebendig begraben
Am 24. März 2011, dem Geburtstag von Houdini, ließ sich Florian Zimmer auf dem Marktplatz in Ulm in einem gläsernen Sarg in einem Konstrukt, gebaut aus Glasbausteinen, versenken. Der Raum wurde von oben mit Erde zugeschüttet. In diesem „Grab“ verbrachte er drei Tage ohne Nahrungsmittel. Passanten konnten ihn hier 24 Stunden am Tag durch Glasfenster hindurch beobachten. Am dritten Tag beendete Florian Zimmer den Stunt mit einer Illusion, indem er aus seiner „Grabkammer“ herausschwebte. Die Befreiung war eine Hommage auf Houdini, der sich als erster Magier lebendig begraben ließ.

## Auszeichnungen
- Siegfried & Roy Golden Lion Award 2007
- Europameister der Magier
- Deutscher Meister der Zauberkunst 2005 in der Kategorie „Manipulation“[12]
- Bester zeitgenössischer Magier bei den World Magic Awards 2009[13]
- Goldene Ringe von Lausanne
- Marc Klasser Award – Monte Carlo Magic Stars
- Colombe d’Or
- IMS Merlin Award[14]
- Kleinkunstpreis Baden-Württemberg 2010
- Artistika für besondere Verdienste

## Veröffentlichungen
- DVD: The Missing Moves[15]